# Forcipomyia bicolor
Forcipomyia bicolor är en tvåvingeart som beskrevs av Lutz 1914. Forcipomyia bicolor ingår i släktet Forcipomyia och familjen svidknott. Inga underarter finns listade i Catalogue of Life.